# AC Omonia
Câu lạc bộ bóng đá Omonia Nicosia (tiếng Hy Lạp: Αθλητικός Σύλλογος Oμόνοιας Λευκωσίας, ΑΣΟΛ; Athlitikos Sillogos Omonias Lefkosias, ASOL), thường được gọi là Omonia Nicosia hoặc Omonia, là một câu lạc bộ thể thao đa năng chuyên nghiệp của Cộng hòa Síp, được thành lập vào ngày 4 tháng 6 năm 1948 tại Nicosia.  Omonia là một trong những câu lạc bộ bóng đá thành công nhất của Síp, đã giành được 21 chức vô địch Quốc gia, 15 chiếc Cúp Quốc gia và giữ kỷ lục 17 chiếc siêu cúp. Ngoài bóng đá, AC Omonia cũng có thêm các bộ môn khác như bóng rổ, bóng chuyền, futsal, đua xe đạp, bóng đá nữ và bóng chuyền nữ.

## Cầu thủ

### Đội hình hiện tại
Tính đến 21 tháng 7 năm 2023
Ghi chú: Quốc kỳ chỉ đội tuyển quốc gia được xác định rõ trong điều lệ tư cách FIFA. Các cầu thủ có thể giữ hơn một quốc tịch ngoài FIFA.
| Số | VT | Quốc gia     | Cầu thủ              |
| -- | -- | ------------ | -------------------- |
| 1  | TM | Cộng hòa Síp | Constantinos Panagi  |
| 2  | HV | Cộng hòa Síp | Paris Psaltis        |
| 3  | HV | Wales        | Adam Matthews        |
| 5  | HV | Mali         | Senou Coulibaly      |
| 6  | HV | Brasil       | Marquinhos Cipriano  |
| 7  | TĐ | Cabo Verde   | Willy Semedo         |
| 8  | TV | Guiné-Bissau | Moreto Cassamá       |
| 9  | TĐ | Cộng hòa Síp | Andronikos Kakoullis |
| 10 | TĐ | Cộng hòa Síp | Loizos Loizou        |
| 17 | HV | Séc          | Jan Lecjaks          |
| 18 | TĐ | Iran         | Karim Ansarifard     |
| 19 | TV | Comoros      | Fouad Bachirou       |
| 20 | TĐ | Cộng hòa Síp | Panagiotis Zachariou |

| Số | VT | Quốc gia     | Cầu thủ                        |
| -- | -- | ------------ | ------------------------------ |
| 21 | TĐ | Serbia       | Veljko Simić                   |
| 22 | HV | Hungary      | Ádám Lang                      |
| 23 | TM | Nigeria      | Francis Uzoho                  |
| 24 | TV | Montenegro   | Novica Eraković                |
| 30 | HV | Cộng hòa Síp | Nikolas Panayiotou             |
| 31 | TV | Cộng hòa Síp | Ioannis Kousoulos (đội trưởng) |
| 40 | TM | Brasil       | Fabiano                        |
| 73 | HV | Serbia       | Nemanja Miletić                |
| 76 | TV | Cộng hòa Síp | Charalampos Charalampous       |
| 82 | HV | Cộng hòa Síp | Nikolas Kyriakides             |
| 90 | TV | Ukraina      | Roman Bezus                    |
| 98 | TM | Cộng hòa Síp | Charalambos Kyriakides         |